# Eurydice nipponica
Eurydice nipponica là một loài chân đều trong họ Cirolanidae. Loài này được Bruce & Jones miêu tả khoa học năm 1981.